# Sara Niemietz
Sara Niemietz (Chicago, 1992. június 7. –), amerikai énekesnő, dalszerző, színésznő. Fellépett a Broadway-n, a Radio City Music Hallban, és a Grand Ole Opry-ban. YouTube-csatornájának nézettsége már meghaladta a 28 milliót.[forrás?]

## Pályafutása
Niemietz 4 évesen jelent meg először a pódiumon; B. J. Thomas segítette fel a színpadra. Ott előadta a „Hooked on a Feeling” című számot: „...tudja az összes dalomat?”
2002-ben debütált a Broadway-on, Carol Burnettet alakította a Hollywood Armsban.
Niemietz 9 éves korától kezdve a chicagói és a broadway-i színházi előadásokban szerepelt, Kaliforniában televíziós szerepeket, filmszerepeket kapott, zenés produkciókkal, zenei videókkal és CD-kkel jelent meg. Főszerepe játszott Patrice  Jason Robert Brown musicaljének világpremierjén. A The Exorcism of Emily Rose (2005) film énekese, a Glee című televíziós sorozatban 2010-es évad gitárosa volt.
2010-ben kitűnő eredménnyel érettségizett.
Pamelát alakította a Wendy Wasserstein könyve alapján készült Pamela című musicalben. Ő volt Polly Pocket énekhangja a Pollyworldben.
Szerepelt olyan műsorokban, mint a Gilmore Girls és az Akeelah and the Bee című játékfilmben. Zenész volt a Glee több epizódjában.
Gitározik, basszusgitározik, zongorázik. Beszéli a mandarin kínait.

## Albumok
- 2015: Fountain and Vine (EP)
- 2017: Travel Light
- 2019: Get Right
- 2020: Twentytwnety

## Fordítás
- Ez a szócikk részben vagy egészben  a   Sara Niemietz című angol Wikipédia-szócikk ezen változatának fordításán alapul.  Az eredeti cikk szerkesztőit annak laptörténete sorolja fel. Ez a jelzés csupán a megfogalmazás eredetét és a szerzői jogokat jelzi, nem szolgál a cikkben szereplő információk forrásmegjelöléseként.